# Adaatsag
Adaatsag (mongoliska: Адаацаг Сум, Адаацаг, Adaatsag Sum) är ett distrikt i Mongoliet.   Det ligger i provinsen Dundgobi, i den centrala delen av landet, 190 km sydväst om huvudstaden Ulaanbaatar.